# Cá thần tiên
Cá thần tiên hay cá ông tiên (danh pháp hai phần Pterophyllum scalare), còn gọi là cá thần tiên ba vạch để phân biệt với các loài khác trong chi Pterophyllum, là một loài cá nước ngọt thuộc họ Cá hoàng đế. Đây là loài bản địa của vùng lưu vực sông Amazon, tuy nhiên đã trở nên phổ biến trên khắp thế giới bằng con đường buôn bán cá cảnh.

## Từ nguyên
Danh pháp hai phần của loài này - Pterophyllum scalare - có nguồn gốc từ tiếng Hy Lạp cổ đại: pteron nghĩa là vây/cánh buồm và phyllon nghĩa là lá; scalare nghĩa là "có dạng thang", có thể để ám chỉ ba sọc song song đều nhau trên thân của loài này.

## Mô tả

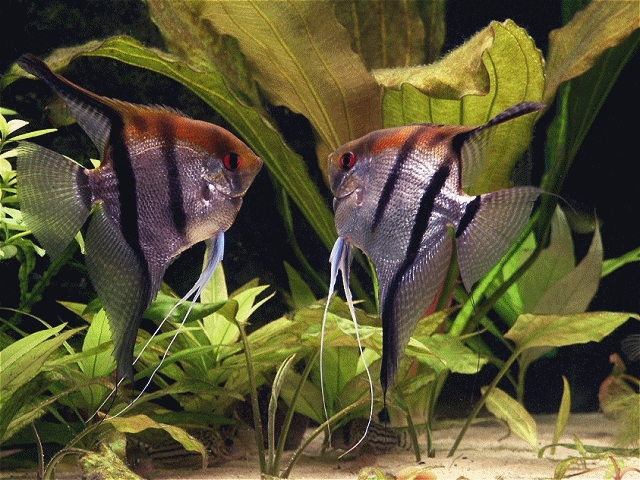
Cá thần tiên ba vạch đực

Cá thần tiên trưởng thành có chiều dài trung bình khoảng 5 cm, cơ thể dẹp hình tròn dạng đĩa. Vây lưng và vây hậu môn rất dài, có thể làm chiều đứng của thân gấp 1,3 lần chiều dài thân. Mình cá phủ kín vảy nhỏ màu bạc ánh kim, có ba sọc đen lớn chạy ngang thân qua mắt, ngang gốc vây và giữa vây, có thể có ba sọc đen khác mờ hơn xen giữa các sọc chính, đặc biệt gốc vây hậu môn và vây lưng cũng phủ vảy, làm tổng thể thân cá có hình tam giác. Đầu, trán và lưng có màu cam nhẹ, các tia vây bụng, tận cùng vây hậu môn và vây đuôi có thể phát triển rất dài, làm cá có dáng vẻ "tha thướt".

## Phân bố và môi trường sống
Cá thần tiên là loài bản địa của Nam Mỹ. Trong tự nhiên nó phân bố trong lưu vực sông Amazon Peru Brazil và Colombia, đặc biệt là ở các con sông Ucayali Solimões và Amazon, sông Amapá ở Brazil, Oyapoque Guiana thuộc Pháp và sông Essequibo Guyana. Môi trường sống là các vùng nước chảy chậm có nhiều thực vật thủy sinh. Chúng sống được ở nhiều môi trường nước, tuy nhiên ưa thích các vùng nước trong, giàu oxy và có tính acid nhẹ. Loại này ưa thích các đám thực vật thủy sinh dày và mọc cao theo chiều thẳng đứng, giúp chúng ngụy trang tốt với các sọc đứng trên thân.

## Sinh thái học
Cá là loài ăn thịt, thức ăn chính là các loài giáp xác và thân mềm nhỏ. Cũng như các loại cichlids khác, chúng là loài khá hung dữ và có tính lãnh thổ cao. Con đực và con cái sẽ kết đôi thành từng cặp trong mùa sinh sản. Chúng đẻ trứng dính trên một giá thể, có thể là đá, gỗ chìm trong nước, mặt lá của thực vật thủy sinh hoặc bất kì bề mặt dốc không quá lộ thiên khác; cá bố và cá mẹ cùng nhau bảo vệ trứng và chăm sóc cá con trong thời gian đầu.

## Giá trị
Cá thần tiên được khai thác và nhân giống chủ yếu để làm cá cảnh, chúng cũng đóng vai trò nhỏ trong nguồn thực phẩm của người dân địa phương.
Đây là một trong những loại cá cảnh nước ngọt phổ biến nhất thế giới. Nhờ quá trình nhân giống và lai tạo, cá thần tiên hiện tại có nhiều dạng với màu sắc khác nhau.

## Hình ảnh

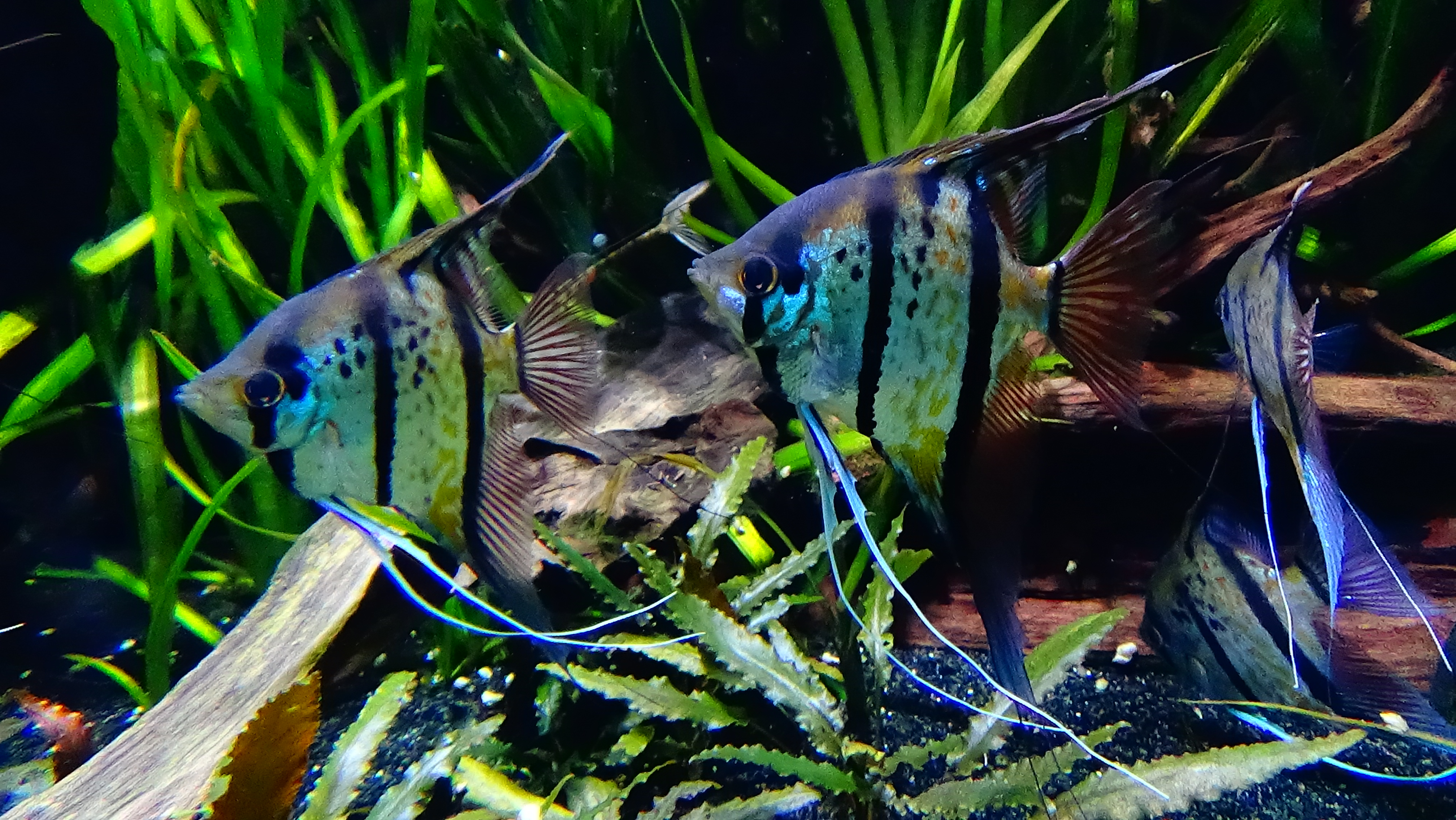
Cá thần tiên hoang dã
Cá thần tiên dạng đuôi dài
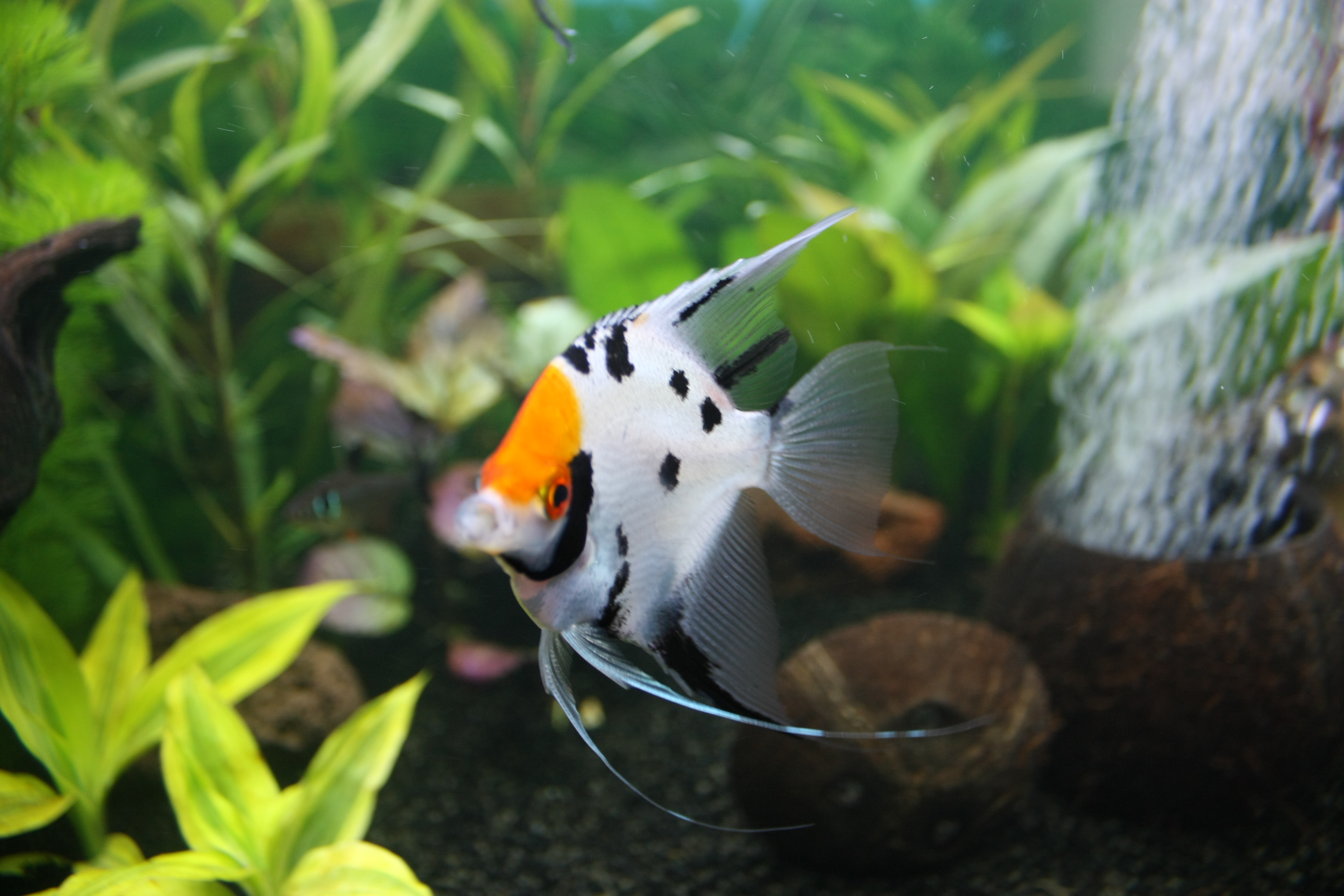
Cá thần tiên ba màu
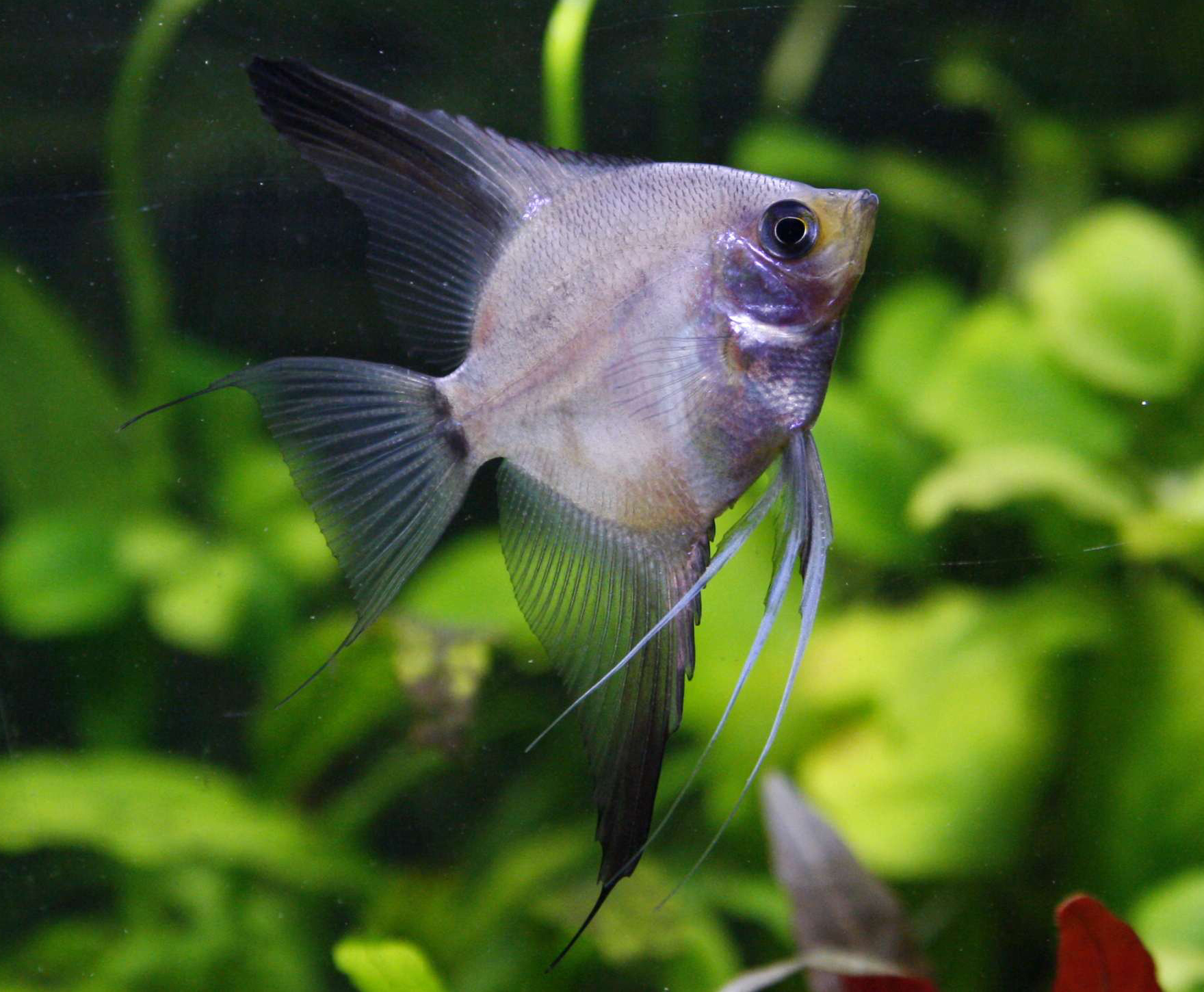
Cá thần tiên màu "gấu trúc"
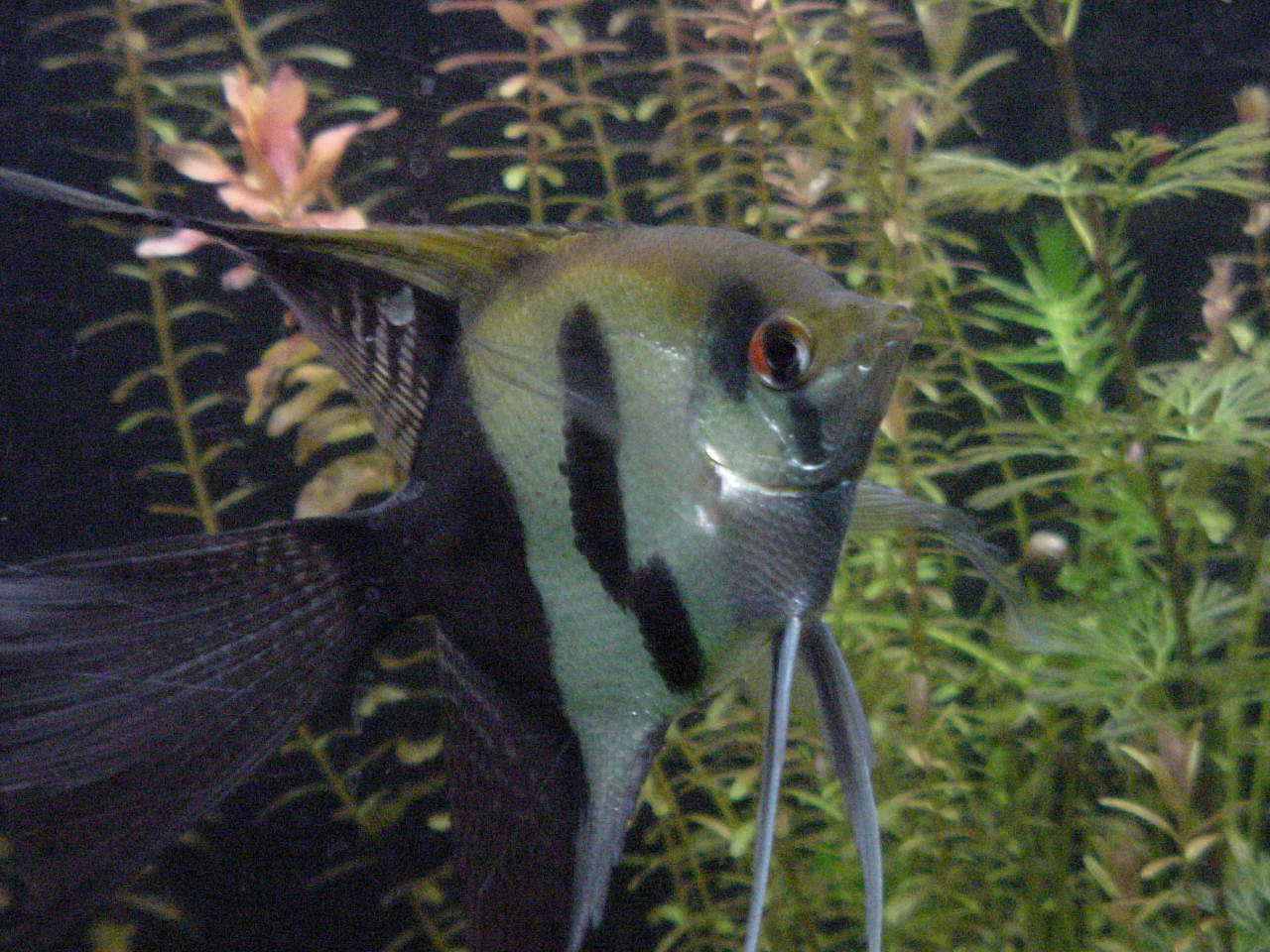
Cá thần tiên dạng đuôi dài, màu "bán nguyệt"
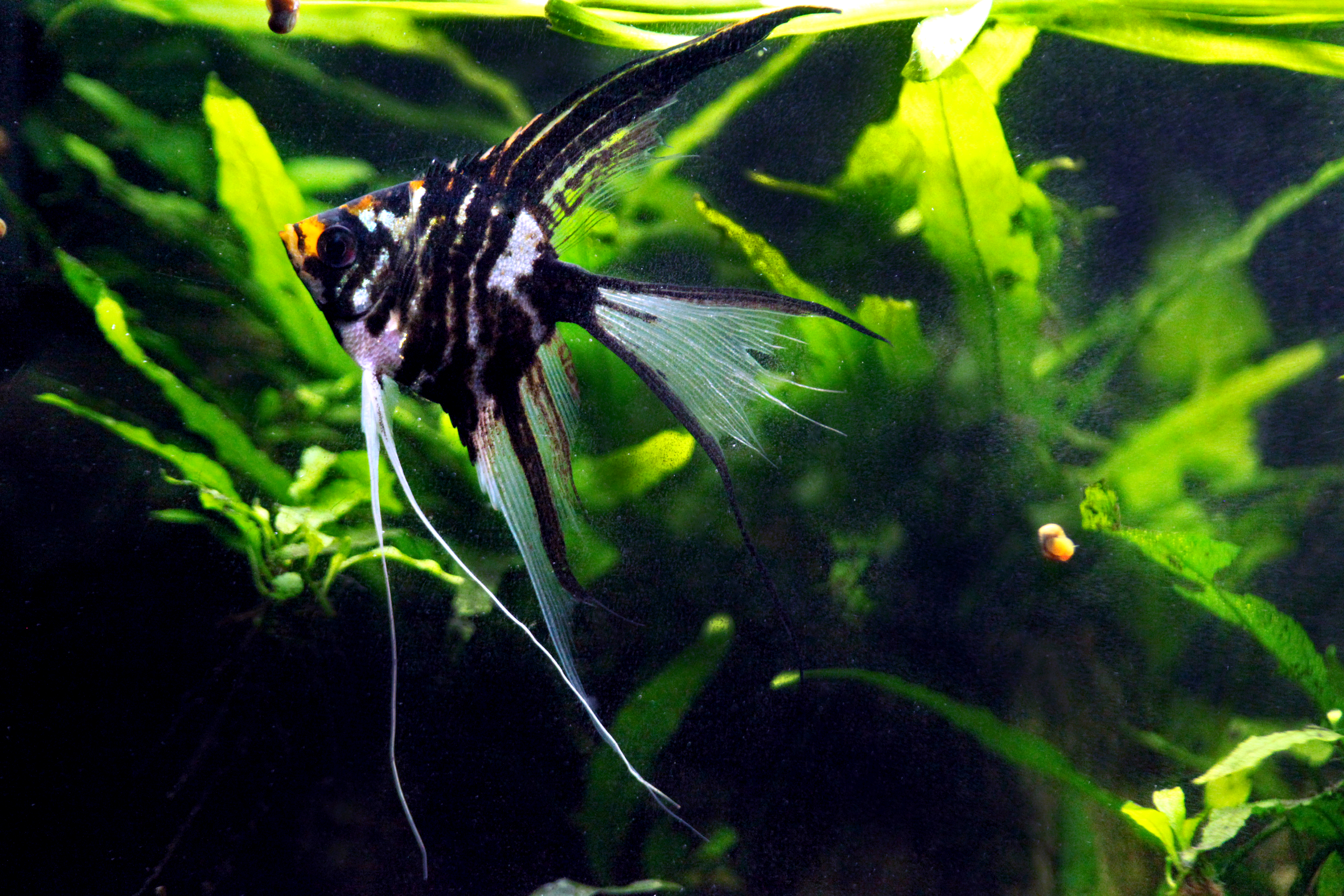
Cá thần tiên dạng đuôi dài, màu cẩm thạch
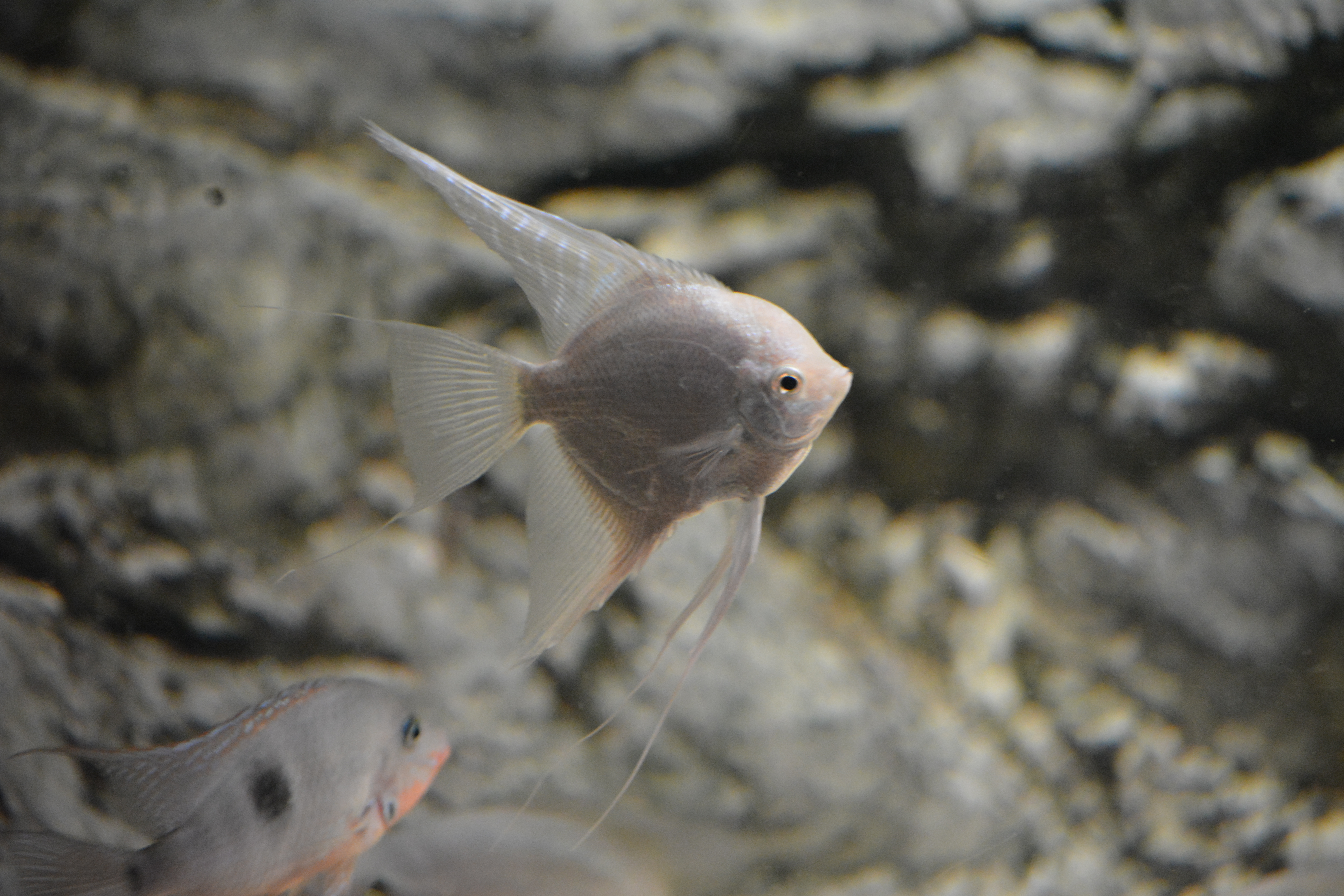
Cá thần tiên màu bạch kim
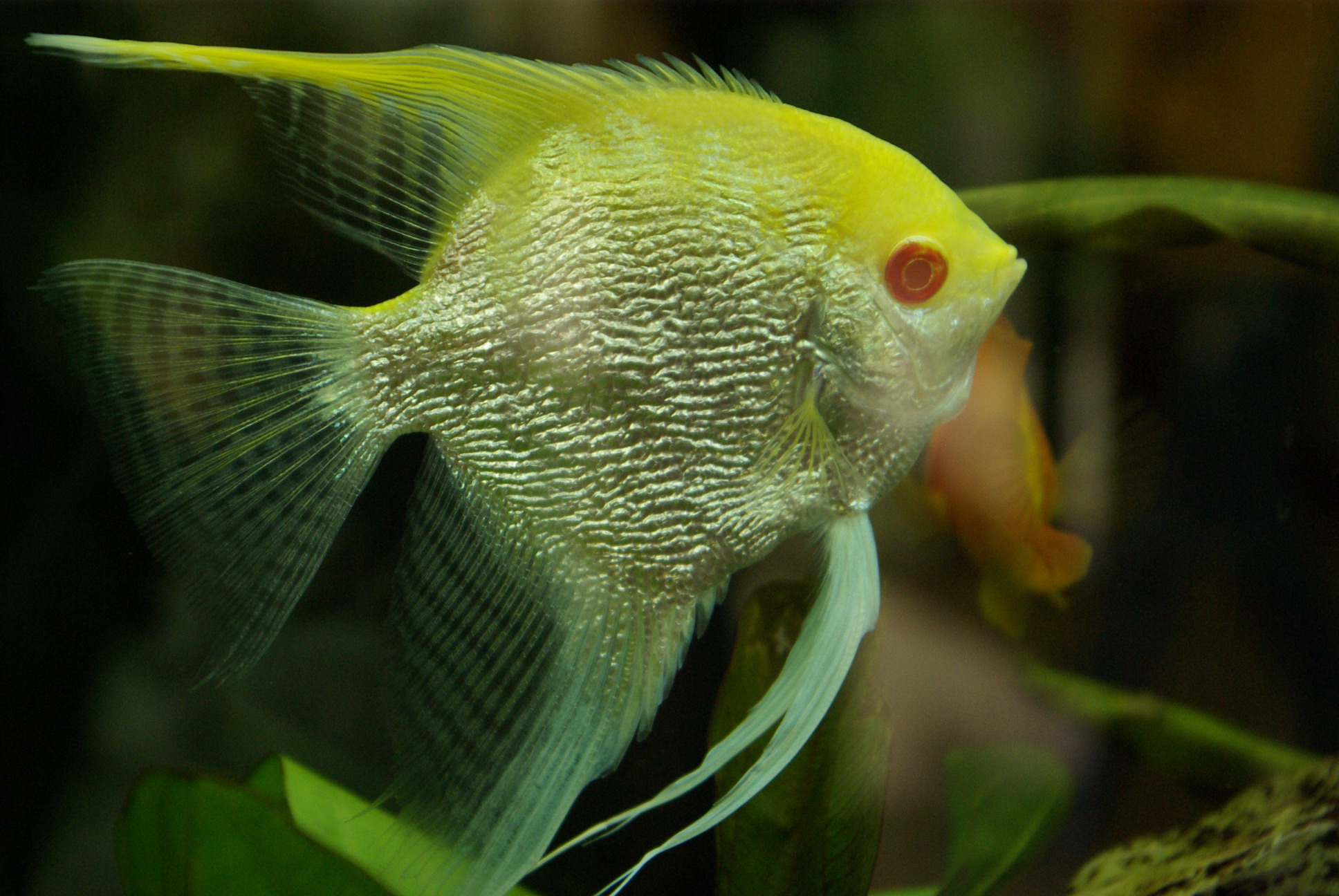
Cá thần tiên bạch tạng